# Лінійні кораблі типу «Хоробрий»
Лінійні кораблі типу «Хоробрий» — тип 84-гарматних вітрильних лінійних кораблів Російської імперії, що будувалися в Миколаєві в період з 1841 по 1853 рік.
Кораблі будувалися для Чорноморського флоту Російської імперії в рамках програми військово-морської експансії, спрямованої проти Великої Британії і Франції, яких Російська імперія розглядала як конкурентів на тлі вакууму влади, що утворився внаслідок тривалого занепаду Османської імперії. Технічно кораблі були кращі за традиційні 74-гарматні лінійні кораблі, оскільки вдосконалені технології будівництва дали змогу будувати більші та важче озброєні судна, водночас не жертвуючи міцністю корпусу.

## Розробка

Теоретичне креслення лінійного корабля «Хоробрий», головного корабля цього типу

До 1820-х років Османська імперія дедалі більше слабшала, особливо після того, як об'єднаний французький, британський і російський флот знищив турецький флот у битві при Наваріно в 1827 році. Вакуум влади в Османській імперії посилив напруженість у відносинах з Великою Британією та Францією за вплив у регіоні, що викликало побоювання Російської імперії щодо конфлікту з двома іншими великими державами.
У той час британський і французький флоти почали відходити від будування традиційних 74-гарматних лінійних кораблів, оскільки вдосконалені технології будівництва дали змогу проєктувати більші двопалубні кораблі, озброєні 84 гарматами, зберігаючи міцність корпусу 74-гарматних кораблів. В той же час військово-морський флот єгипетського Еялету також почав будувати потужний флот. Щоб підготуватися до очікуваного майбутнього конфлікту за участю британців, французів, єгиптян чи османів, у 1830-х роках Росія розпочала програму розбудови Чорноморського флоту, яка включала дев'ять 84-гарматних кораблів.
На відміну від мілководного Балтійського моря, кораблі, побудовані для Чорного моря, могли розраховувати на більшу осадку, необхідну для більших за розмірами 84-гарматних лінійних кораблів. Після трьох кораблів типу «Імператриця Марія» Російська імперія почала створювати масштабнішу програму розбудови Чорноморського флоту, результатом якої стали вісім кораблів типу «Султан Махмуд» і два кораблі типу «Хоробрий».

### Технічні характеристики

#### Головні розміри
Тип «Хоробрий» був одним з останніх типів 84-гарматних лінійних кораблів Російської імперії, а корабель «Імператриця Марія» став останнім 84-гарматним кораблем, побудованим для російського Чорноморського флоту. Водночас кораблі цього типу стали найбільшими кораблями такого рангу за всю історію російського флоту.
Обидва кораблі мали ширину в 60,96 метра, довжина по гондеку — 62,8 метра, ширина — 17,27 метра, осадка — 7,3 метра. Водотоннажність корабля становила 4160 тонн, загальна кількість екіпажу в середньому складала 750 осіб.

#### Озброєння
Кораблі несли озброєння, яке відрізнялося у різних представників класу і змінювалося з часом. «Хоробрий» був озброєний батареєю з двадцяти восьми 68-фунтових бомбичних і чотирьох 32-фунтових довгоствольних гармат на нижній палубі. На верхній палубі розміщувалися тридцять дві 36-фунтові короткоствольні гармати. Ще двадцять чотири 24-фунтові гармати, дві 24-фунтові, шість 18-фунтових і дві 8-фунтові карронади знаходилися на баці і чвертьпалубі.
«Імператриця Марія» ж мала зовсім інше за кількістю озброєння. Батарея корабля складалося з двадцяти чотирьох 36-фунтових довгоствольних і восьми 68-фунтових бомбичних гармат на нижній палубі, на верхній — тридцять чотири 36-фунтові короткоствольні гармати. Ще двадцять 24-фунтових гармат, дві 24-фунтові, дві 12-фунтових і дві 8-фунтові карронади знаходилися на баці і чвертьпалубі.
У 1853 році озброєння обох кораблів змінювалося. Так, на «Хороброму» з озброєння на баці і чвертьпалубі залишили тільки двадцять чотири 24-фунтові гармати, а на «Імператриці Марії» на верхню палубу додали ще чотири 36-фунтові довгоствольні гармати, на нижній кількість 36-фунтових короткоствольних гармат була зменшена до двадцяти восьми одиниць, проте додано чотири 68-фунтові бомбичні гармати. З озброєння на баці і чвертьпалубі залишили тільки двадцять 24-фунтових карронад.

## Представники
| Назва               | Будівник                                       | Закладений     | Спущений на воду |
| ------------------- | ---------------------------------------------- | -------------- | ---------------- |
| «Хоробрий»          | Миколаївське адміралтейство, С. І. Чернявський | 15 червня 1841 | 25 червня 1847   |
| «Імператриця Марія» | Миколаївське адміралтейство, І. С. Дмитрієв    | 23 квітня 1849 | 9 травня 1853    |

## Історія служби
Період активної служби на флоті кораблів припав на кінець 1840-х — початок 1950-х років. Обидва кораблі використовувалися для перевезення російських військ до Сухум-Кале у жовтні 1853 року, а в листопаді кораблі знаходилися в експедиціях в Чорному морі, де займалися пошуками турецьких військових кораблів. Обидва кораблі знаходилися в ескадрі під командуванням віцеадмірала П. С. Нахімова на момент початку Кримської війни. Однак «Хоробрий» був пошкоджений під час шторму і був змушений повернутися на ремонт до Севастополя, тоді як «Імператриця Марія» рушила до Сінопа. «Імператриця Марія» була флагманським кораблем Нахімова у Сінопську битву, яка дала початок війні між Російською імперією з одного боку і турецько-англо-французьким союзом з іншого. Через два роки, після загибелі Нахімова у 1855 році, його тіло в труні буде вкрито прапором «Імператриці Марії».
Віддавши перевагу переговорам про врегулювання конфлікту, а не активній боротьбі з англо-французьким флотом, який увійшов у Чорне море, російський флот було заведено в Севастополь. Згодом він був взятий в облогу англо-британськими військами, а російські кораблі спочатку використовувалися для охорони морського флангу міста, а згодом були роззброєні, щоб використати їхні гармати для зміцнення оборони на землі. Зрештою, обидва кораблі були затоплені на Севастопольському рейді як підводна перешкода, щоб не допустити французькі та британські кораблі до порту.
Після війни під час розчищення Севастопольської бухти в 1861 році обидва кораблі були підняті з дна по частинах.